# Norrsund, Gotland
Norrsund är en sjö på Fårö i Gotlands kommun, landskapet Gotland och ingår i Gothemån-Snoderåns kustområde. Sjön har en area på 1,27 kvadratkilometer och ligger 1,1 meter över havet. Vid provfiske har abborre, gädda och mört fångats i sjön.

## Delavrinningsområde
Norrsund ingår i det delavrinningsområde (642905-169830) som SMHI kallar för Rinner till Kyrkviken. Medelhöjden är 7 meter över havet och ytan är 23,21 kvadratkilometer. Det finns inga delavrinningsområden uppströms utan avrinningsområdet är högsta punkten. Delavrinningsområdets utflöde mynnar i havet, utan att ha någon enskild mynningsplats.